# Hvar (illa)
Hvar (en dialecte čakavski: Hvor o bé For, en grec Pharos o bé Φάρος, en llatí Pharia, en italià Lesina) és una illa dàlmata situada al mar Adriàtic i que pertany al Comtat de Split-Dalmàcia de Croàcia. Es troba entre les illes de Brač, Vis i Korčula.

## Història
Faros (Pharos) fou colonitzada (385 aC) pels grecs de Paros (i Dionís el Vell de Siracusa) que li van donar el nom de la seva pròpia illa que després es va canviar a Pharos. El 229 aC, durant la guerra entre Roma i Il·líria, el grec Demetri de Faros, suposat amant de la reina Teuta, va negociar amb els romans a esquena de la reina i va aconseguir conservar una part important del regne. Teuta va morir el 228 aC i Demetri es va fer amb la regència; alguns actes de pirateria i les relacions de Demetri amb el Regne de Macedònia el van fer sospitós als ulls dels romans i el 219 aC els romans, dirigits per L. Emili, van ocupar l'illa de Pharos i van deposar Demetri. La capital era al nord de l'illa i es deia Pharos, que fou després Stari Grad i per als italians Citta Vecchia. La ciutat de Hvar és a la costa sud-oest. Després de la caiguda de l'imperi l'illa va romandre per molt de temps en mans dels pirates narentins. L'illa es diu en eslau Hvar i en italià Lesina.

## Administració i població
A l'illa hi ha quatre municipis: 
- Hvar (en dialecte local: Hvor o For, en grec: Pharos, en llatí: Pharia, en italià: Lesina) que és el més gran.
- Stari Grad o Cittavecchia declarada Patrimoni de la Humanitat per la UNESCO l'any 2008.[3] El municipi conté els pobles de Dol, Rudina, Selca Kod Starog Grada i Vrbanj.
- Jelsa, que compta amb 12 pobles :[4] Gdinj, Gromin Dolac, Humac, Ivan Dolac, Jelsa, Pitve, Poljica, Svirče, Vrboska, Vrisnik, Zastražišće, Zavala i Sućuraj.
- Sućuraj